# فوميو هاياساكا
فوميو هاياساكا (باليابانية: 早坂 文雄) (19 أغسطس 1914 – 15 أكتوبر 1955) كان ملحن ومؤلف موسيقى كلاسيكية ياباني وضع الموسيقى التصويرية لمجموعة مهمة من الأفلام.

## النشأة
وُلد هاياساكا في مدينة سنداي على جزيرة هونشو أكبر الجزر في اليابان. في عام 1918، انتقل هاياساكا وعائلته إلى سابورو في جزيرة هوكايدو الشمالية. في عام 1933، نظم هاياساكا وأكيرا إيفوكوبي رابطة الموسيقى الجديدة، التي أقامت مهرجانًا موسيقيًا جديدًا في العام التالي.
فاز هاياساكا بعدد من الجوائز عن أعماله الموسيقية المبكرة. في عام 1935، فازت مقطوعته فوتاتسو نو سانكا إي نو جينسوكيوكو بالجائزة الأولى في مسابقة إذاعية، كما فازت مقطوعة موسيقية أخرى، كوداي نو بوكيوكو، بجائزة وينجارتنر لعام 1938. تشمل الأعمال المبكرة الأخرى المقطوعة الحالمة': (1936) للبيانو والرقص الأوركسترالي القديم (1938). في عام 1939، انتقل هاياساكا إلى طوكيو ليبدأ مسيرته المهنية كمؤلف موسيقى أفلام. بحلول أوائل عام 1940، كان يُنظر إلى هاياساكا على أنه «مؤلف موسيقي رئيسي للسينما اليابانية».

## موسيقى أفلام ما بعد الحرب
واصل هاياساكا العمل في الأفلام، وسرعان ما نال التقدير لقدراته. في عام 1946، حصل على جائزة الموسيقى التصويرية عن فيلم عدو الشعب (1946) في حفل توزيع جوائز ماينيتشي السينمائي السنوي الأول. في العام التالي، 1947، حصل هاياساكا على جائزة الموسيقى التصويرية من ماينيتشي عن فيلم جويو للمخرج تينوسوكي كينوغاسا.
في أواخر الأربعينيات من القرن الماضي، دعا هاياساكا صديقه أكيرا إيفوكوبي لتأليف موسيقى الأفلام معه في استوديوهات توهو. كانت أول موسيقى تصويرية يألفها إيفوكوبي لـ استوديو توهو هي موسيقى فيلم درب الثلج للمخرج سينكيتشي تانيغوتشي في عام 1947. توشيرو ميفوني، الذي لعب لاحقًا دور البطولة في معظم أفلام كوروساوا، التقى كوروساوا لأول مرة في العرض الخاص لهذا الفيلم.
في 22 يونيو 1948، تم عرض كونشرتو لفوميو هاياساكا لأول مرة في طوكيو مع هيروشي كاجيوارا كعازف منفرد على البيانو غراند وأوركسترا توهو السيمفونية (التي تسمى اليوم: أوركسترا طوكيو السيمفونية) تحت قيادة ماساشي أويدا.

## علاقته مع أكيرا كوروساوا
كان لدى فوميو هاياساكا علاقة مشهورة مع المخرج الياباني البارز أكيرا كوروساوا والتي لم تدم طويلاً بسبب وفاة هاياساكا المبكرة. كان فيلم الملاك السكران أول فيلم يقوم هاياساكا بتأليف الموسيقى التصويرية له. تحول تعاونهم إلى علاقة فنية عميقة جدًا، حيث ساهم هاياساكا بأفكار في الجزء المرئي من أفلام كوروساوا. في سيرته الذاتية، قال كوروساوا إن العمل مع هاياساكا غيّر وجهات نظره حول كيفية استخدام موسيقى في الأفلام؛ منذ ذلك الحين، نظر إلى الموسيقى على أنها "نقطة متساوية في الأهمية" مع الصورة وليست مجرد "مرافق". وهذا أيضًا هو الفيلم الأول الذي اختار فيه كوروساوا توشيرو ميفوني كممثل.

## وفاته
في عام 1955، توفي هاياساكا بمرض السل في طوكيو عن عمر يناهز 41 عامًا. وتوفي أثناء عمله على مقطوعة "أعيش في خوف" (من فيلم سجل كائن حي)، لذلك أكمل ماسارو ساتو المقطوعة. يتمثل عمق العلاقة بين هاياساكا وكوروساوا في أن فكرة هذا الفيلم جاءت انطلاقًا من محادثة دارت بين الصديقين. كان هاياساكا مريضًا جدًا في ذلك الوقت، وكان يفكر في الخوف من وفاته. وقال لكوروساوا: «لا أستطيع العمل في ظل هذا المرض الذي يهدد حياتي». تأثر كوروساوا بشدة بوفاة صديقه وسقط في اكتئاب عميق. جمع فيلم سجل كائن حي بين اكتئابه وندبة القنبلة الذرية اليابانية لإنشاء فيلم يوضح "التجربة الإنسانية في العصر الذري".

## تأثيره
قام أكيرا إيفوكوبي، الذي تأثر بهياساكا في العمل على الموسيقى التصويرية، بتسجيل موسيقى فيلم غودزيلا الذي أنتجته استوديوهات توهو، مما عزز شهرته كمؤلف موسيقي لأفلام الرعب اليابانية. كان هذا الفيلم واحدًا من سلسلة أفلام ما بعد الحرب التي أظهرت خوفًا يابانيًا من تأثيرات الأسلحة الذرية.
بعد الانتهاء من مقطوعة هياساكا أعيش في خوف واصل ماسارو ساتو تسجيل الموسيقى التصويرية لسبعة أفلام أخرى لكوروساوا. قدم تماشيًا مع التأثير الأوركسترالي الغربي لهاياساكا الموسيقى التصويرية لفيلم كوروساوا عرش الدم (1957).قام ساتو بتأليف مقطوعة موسيقية مستعارة أيضًا من الملحن الغربي فيردي. استمر ساتو في استخدام التأثيرات الغربية العميقة خلال بقية حياته المهنية، مما جعل مقطوعاته الموسيقية (والأفلام المصاحبة لها) "ملائمة بشكل خاص للمستمعين غير الشرقيين".
تخليدًا لذكراه، وكإجلال، ألف تورو تاکيمیتسو مقطوعة قداسًا للأوتار في عام 1957.

## أسلوبه الموسيقي
كان أسلوب هياساكا الموسيقي المبكر رومانسيًا متأخرًا مع تأثيرات الموسيقى اليابانية التقليدية. في السنوات التي سبقت وفاته انجرف أسلوبه نحو التمرد والحداثة. تماشيًا مع التقاليد ومتطلبات صانعي الأفلام، أثناء تسجيله الموسيقى التصويرية، كانت موسيقاه مرتبطة ارتباطًا وثيقًا (وغالبًا ما تكون مستعارة) من موسيقى الأوركسترا الغربية.

## قائمة مختارة من أعماله الكلاسيكية

### أعمال الأوركسترا
- مقدمة لترنيمتين (1936)
- الرقص القديم (1938)
- مقدمة في دي (1939)
- أداجيو للأوتار (1940)
- رقصات قديمة على اليسار وعلى اليمين (1941)
- حكاية شجرة موكو (1946)
- كونشرتو البيانو (1948)
- التحول للأوركسترا (1953)
- يوكارا (1955)

## وصلات خارجية
- فوميو هاياساكا على موقع IMDb (الإنجليزية)
- فوميو هاياساكا على موقع ألو سيني (الفرنسية)
- فوميو هاياساكا على موقع ميوزك برينز (الإنجليزية)
- فوميو هاياساكا على موقع أول موفي (الإنجليزية)
- فوميو هاياساكا على موقع قاعدة بيانات الأفلام السويدية (السويدية)
- فوميو هاياساكا على موقع ديسكوغز (الإنجليزية)
- فوميو هاياساكا على موقع قاعدة بيانات الفيلم (الإنجليزية)
- فوميو هاياساكا على موقع كينوبويسك (الروسية)